# Madden NFL 2004
Madden NFL 2004 es la 15.ª entrega de la serie de videojuegos de fútbol americano Madden NFL. El ex mariscal de campo de los Atlanta Falcons, Michael Vick, está en la portada.

## Jugabilidad
Las nuevas características de Madden 2004 incluyen una nueva opción de modo propietario que permite al jugador controlar una franquicia. En este modo, el jugador asume todas las responsabilidades relacionadas con la propiedad de un equipo de fútbol profesional, desde la regulación de los precios de los hot dogs hasta la reubicación del equipo, la contratación y el despido del personal técnico. Otra característica nueva es la posibilidad de editar un equipo histórico. Además, un nuevo modo de campo de entrenamiento, que ocurre antes de la pretemporada, puede ayudar al jugador a progresar más rápido al someterlo a ejercicios de mini-campo.
Este juego de Madden es conocido por su versión del entonces mariscal de campo de los Falcons, Michael Vick, un personaje posiblemente dominado y aclamado como el mejor jugador de Madden de todos los tiempos debido a su índice de velocidad de 95. En 2016, el desarrollador Clint Oldenburg le dijo a Gameradar que durante los próximos años se agregaron funciones al juego específicamente para detener a Vick. La versión 04 de Vick se ha utilizado en Madden NFL 25 y Madden NFL 15 en el modo Ultimate Team como 99 en general con 99 o 100 de velocidad.